# Cataclysta suffuscalis
Cataclysta suffuscalis là một loài bướm đêm trong họ Crambidae.